# El río del tiempo
El río del tiempo es la obra literaria más extensa del escritor colombiano Fernando Vallejo. Es una larga autobiografía compuesta por cinco libros: Los días azules (1985), El fuego secreto (1987), Los caminos a Roma (1988), Años de indulgencia (1989) y Entre fantasmas (1993). Comienza y termina con la misma frase. En 1999, la editorial Alfaguara reunió estas cinco novelas en un solo volumen titulado El río del tiempo.

## Los días azules(1985)
Los días azules refleja varios episodios de la infancia del autor en los escenarios de la finca de sus abuelos (Santa Anita) y el tradicional barrio de Boston de Medellín.

## El fuego secreto(1987)
En El fuego secreto Vallejo explora como adolescente los caminos de la droga y la homosexualidad en Medellín y Bogotá. 

## Los caminos a Roma(1988)
Los caminos a Roma narra sus experiencias en Europa, especialmente en Italia.  

## Años de indulgencia(1989)
Años de indulgencia narra sus experiencias en Nueva York.y cuenta la vida de sus padres y hermanos.

## Entre fantasmas(1993)
Entre fantasmas, el quinto volumen de El río del tiempo, comprende un relato sobre sus recuerdos en Colombia , además de mencionar el listado de los muertos que en algún momento hicieron parte de su vida, es una burla a la muerte a la cual ya siente cerca, de los años en que ha residido en Ciudad de México, donde vive desde 1971.
El libro es como un monólogo en donde los diálogos se los plantea a él mismo. En la novela hay un personaje que se llama Brujita, es su perra.
- Datos: Q5826542